# Stojan Novaković
Konstantin « Stojan » Novaković (en serbe cyrillique : Стојан Новаковић), né le 1er novembre 1842 à Šabac et mort le 18 février 1915 à Niš, est un historien, homme politique et diplomate serbe. À deux reprises, il fut premier ministre du royaume de Serbie.

## Biographie

### Études et carrière académique
Stojan Novaković fut le premier lettré serbe du XIXe siècle à obtenir une renommée internationale. Après avoir achevé ses études secondaires au Premier lycée de Belgrade en 1860, il étudia le droit et la philosophie jusqu'en 1863 au lycée (Licej) qui allait devenir la Grande école (Velika škola), la future université de Belgrade. En 1865, il devint professeur dans un lycée de la capitale serbe et, en 1872, devint bibliothécaire de la Bibliothèque nationale de Serbie et conservateur au musée national de Belgrade.
Les premières œuvres de Stojan Novaković étaient principalement poétiques et littéraires. En 1862, il publia son premier recueil de poésie, Pevanija, qui passa presque inaperçu. Il en fut de même de ses premiers romans, Nesrećni andjelak, Kob, Lepa Nerećanka, Vampir, Kaludjer, écrits entre 1862 et 1865. Novaković jouait en Serbie un rôle équivalent à celui de lettrés et philologues comme le tchèque Josef Dobrovský, le Slovaque Pavel Jozef Šafárik, les Slovènes Jernej Kopitar et Franc Miklošič ou le Croate Vatroslav Jagić (en).
En tant que jeune lettré, il fonda le journal Vila, qui fut publié de 1865 à 1868. À cette époque, Novaković traduisit en serbe Die Serbische Revolution (« La Révolution serbe », un ouvrage de l'historien allemand Leopold von Ranke ; il révisa et mit à jour par la suite les éditions de ce livres parues en 1864 et 1892. En 1897, il traduisit également l' Histoire de Charles XII de Voltaire et l' Histoire générale de la littérature  de Johannes Scherr (1872-1874). Admirateur du poète polonais Adam Mickiewicz, Novaković adapta en serbe son célèbre poème Gražyna en 1886. En 1892, Stojan Novaković fut le fondateur et le premier président de la Compagnie serbe de littérature (Srpska književna zadruga), une maison d'édition qui fit sa réputation en publiant des œuvres historiques et littéraires.
Il fut influencé par les professeurs de philologie et de littérature slaves, notamment Janko Šafárik (sr) et Đuro Daničić. Sur les conseils de ce dernier, il rédigea une Histoire de la littérature serbe (Istorija srpske književnosti), écrite en 1867 et revue en 1871 et il collecta la première Bibliographie serbe (1741-1867) en 1869, ouvrage qui lui valut de devenir membre correspondant da l'Académie croate des sciences et des arts (HAZU) en 1870. Il s'attela à la rédaction d'une grammaire serbe qui fut largement diffusée et utilisée dans de nombreuses écoles.
En 1912, Novakovič fut élu membre correspondant de l'Académie des sciences morales et politiques à Paris.
En 1865, Novaković fut élu membre de la Société savante de Serbie (Srpsko učeno društvo) à Belgrade, une institution qui fut à l'origine de l'Académie royale de Serbie (Srpska Kraljevska Akademija), officiellement créée en 1886. Quand cette académie royale fut fondée, Novaković fut un des seize membres fondateurs. En 1906, il devint président de l'Académie, fonction qu'il occupa jusqu'en 1915. Sous son impulsion, cette institution effectua des recherches pour rassembler les matériaux linguistiques du Grand dictionnaire de la langue littéraire serbe.
Grâce à ses connaissances linguistiques, Novaković était apte à compulser des sources publiées dans une douzaine de langues slaves. Il lisait couramment le français, l'anglais et l'allemand et connaissait aussi le latin et le grec.
Son premier ouvrage de géographie historique, publié en 1877, couvrait le règne de Stefan Nemanja et était intitulé Zemljište radnje Nemanjine. Son œuvre majeure sur la Serbie médiévale fut une monographie sur la fin de la dynastie des Nemanjić intitulée Serbes et Turcs aux XIVe et XVe siècles, publié en 1893. Parmi ses ouvrages les plus importants dans ce domaine figurent Pronijari i baštinici (1887), qui évoque la vie d'un village au Moyen Âge, et, plus tard, une étude des capitales médiévales serbes en Rascie et au Kosovo (Nemanjićke prestonice: Ras, Pauni, Nerodimlje)), publié en 1911 ; cet ouvrage est souvent considéré comme des chapitres d'une œuvre plus glabale, intitulée Le Peuple et la Terre dans l'ancien État serbe (Zemlja i  narod u staroj srpskoj državi), ouvrage resté inachevé.
En 1912, Stojan Novaković publia un ensemble de documents sur le Moyen Âge intitulé Document légaux des États de la Serbie médiévale (Zakonski spomenici srpskih država srednjeg veka), qui fournit des sources encore utilisées sur la Rascie, la Bosnie et la Dioclée (Zeta). Un autre de ses travaux d'érudit est une édition savante du Code de Dušan (Zakonik Stefana Dušana cara srpskog), fondée sur un manuscrit trouvé à Prizren.
Ses autres études, également fondées sur des sources de première main, couvraient la période moderne, avant et pendant le Premier soulèvement serbe contre les Ottomans (1804-1835) : L'Empire ottoman avant l'insurrection serbe, 1780-1804 (Tursko carstvo pred srpski ustanak 1780-1804), La Résurrection de la Serbie (Vaskrs države srpske) (1904), ainsi qu'une analyse de la première phase de la révolution serbe (Ustanak na dahije 1804).
En dehors de ses travaux d'érudition, Novaković publia également des analyses politiques sous le pseudonyme de Šarplaninac. Ces études furent publiées sous le titre général de Questions balkaniques (Balkanska pitanja) en 1906. Il publia également plusieurs journaux de voyage, à Constantinople (Pod zidinama Carigrada), à Bursa (Brusa) et dans les territoires ottomans en Europe (S Morave na Vardar).

### Carrière politique

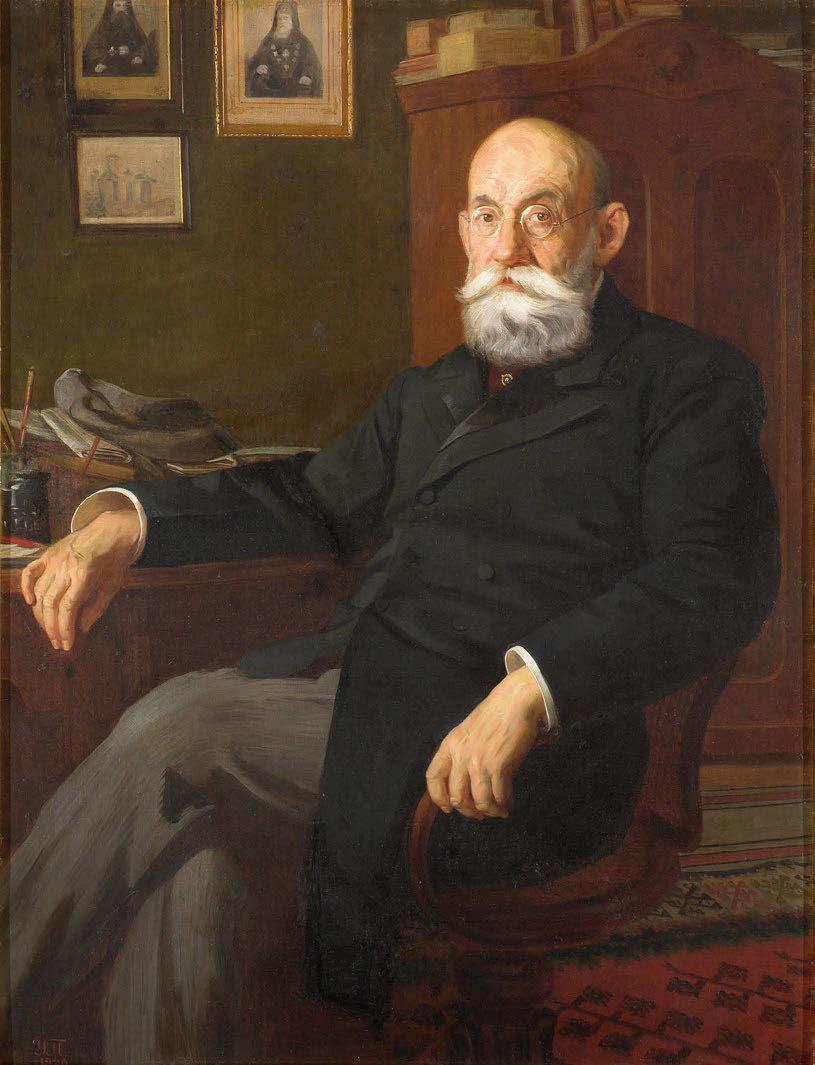
Portrait de Stojan Novaković par Uroš Predić

En avril 1873, Stojan Novaković fut nommé ministre de l'Éducation et Cultes dans le gouvernement libéral de Jovan Ristić. En octobre de la même année, il reprit son poste de bibliothécaire et, en novembre 1874, fut à nouveau nommé ministre de l'Éducation dans le gouvernement d'Aćim Čumić (sr), poste qu'il retrouva dans le gouvernement de Danilo Stefanović en 1875. La même année, il devint professeur à la Haute école et, entre 1880 et 1883, il assuma pour la troisième fois les fonctions de ministre de l'Éducation dans le gouvernement de Milan Piroćanac (en) ; il prit alors des mesures pour établir le statut légal des écoles primaires et des établissements secondaires et s'inspira de la politique éducative de Jules Ferry, en rendant l'école primaire obligatoire. Novaković devint membre du Parti progressiste (en) (Napredna stranka) en 1880 et il apporta son soutien à la politique autrophile et turcophile du roi Milan Ier Obrenović. Avec Milan Piroćanac et Milutin Garašanin (sr), il milita en faveur de réformes progressistes inspirées par l'Occident. En 1883, Novaković devint membre du Conseil d'État (Državni Savet).
En 1885, Novaković entra dans la carrière diplomatique et fut envoyé comme ambassadeur à Constantinople, un des postes les plus importants pour un Serbe avec Vienne et Saint-Pétersbourg. L'accord signé avec l'Empire ottoman en 1886 grâce aux négociations conduites pars Novaković permit l'ouverture de consulats serbes à Skopje et Thessalonique. Novaković resta dans ce poste jusqu'en 1892. Il contribua à organiser un vaste réseau de consultats serbes et facilita l'ouverture d'écoles serbes dans les territoires européens encore sous le contrôle de la Sublime Porte, et particulièrement au Kosovo, en Metohija et dans la région de Macédoine située entre Skopje et Monastir (Bitolj, Bitola). Il œuvra également à renforcer les liens entre la Serbie et la Grèce.
Entre 1892 et 1895, en tant que président du Conseil d'État, Novaković participa au comité préposé à la politique étrangère du pays, favorisant l'installation d'écoles serbes dans l'Empire ottoman et soutenant la restauration de l'ancien siège épiscopal de Prizren.
Du 7 juillet 1895 au 27 décembre 1896, il fut Président du conseil (premier ministre) du roi Alexandre Ier de Serbie, réussissant à convertir la dette publique de la Serbie. Dans l'idée de protéger les Chrétiens orthodoxes de l'Empire ottoman, il se rapprocha de la Russie. Après avoir quitté le gouvernement, Novaković quitta la direction du Parti progressiste en octobre 1897.
De 1897 à 1900, Stojan Novaković fut une nouvelle fois désigné comme ambassadeur auprès de la Sublime Porte et, après un bref passage à Paris, il fut nommé à Saint-Pétersbourg, où il resta en poste jusqu'en 1904.
Novaković prit sa retraite en 1905. Mais, malgré cela, il fut une seconde fois président du Conseil du 22 février au 24 octobre 1909, nommé à ce poste pendant la crise provoquée par l'annexion de la Bosnie et de l'Herzégovine par l'empire d'Autriche-Hongrie, considérée comme une violation du Traité de Berlin de 1878 et contraire aux intérêts serbes. Novaković partit en mission à Constantinople pour obtenir, en vain, des Jeunes-Turcs leur opposition à l'annexion de la Bosnie. La dernière mission de Novaković fut sa participation à la Conférence des ambassadeurs réunie à Londres après les guerres balkaniques (1912-1913), où il obtint des gains territoriaux pour la Serbie.

## Œuvres
- Srpska bibliografija za noviju književnost, 1741-1867, U Biogradu : Srpsko učeno društvo, 1869, XXIV+644 pp.
- Istorija srpske književnosti : pregled ugađan za školsku potrebu : s jednim litografisanim snimkom, Drugo sasvim prerađeno izdanje, Beograd : izdanje i štampa Državne štamparije, 1871, XII+332 pp.
- Kosovo : srpske narodne pjesme o boju na Kosovu : pokušaj da se sastave u cjelinu kao spjev, U Biogradu : u Državnoj štampariji, 1871, 40 pp.
- Primeri književnosti i jezika staroga i srpsko-slovenskoga, Beograd, Izdanje i štampa Državne štamparije, 1877, XXVII+593 pp.
- Zemljište radnje Nemanjine, U Beogradu : u Državnoj štampariji, 1877, 83 pp.
- Die serbischen Volkslieder über die Kosovo-Schlacht (1389): Eine kritische Studie 1879, p. 413–462
- Heraldički običaji u Srba : u primeni i Književnosti, Beograd, Kraljevsko-srpska državna štamparija, 1884, 140 pp.
- Beleške o Đ. Daničiću : prilog k istoriji srpske književnosti, U Beogradu, u Kraljevsko-srpskoj Državnoj štampariji, 1885, 100 pp.
- Pronijari i baštinici : (spahije i čitluk-sahibije) : prilog k istoriji nepokretne imovine u Srbiji XIII-XIX veka : jedna glava iz prostranijeg dela "Narod i zemlja u staroj srpskoj državi", Beograd, Kraljevsko-srpska državna štamparija, 1887, 102 pp. (Glas, Srpska kraljevska akademija, vol. 1)
- Srpska Kraljevska Akademija i negovanje jezika srpskog : poslanica Akademiji nauka filosofskih, pročitana na svečanom skupu akademije, držanom 10 septembra 1888 u slavu stogodišnjice Vuka Stef.Karadžića, Beograd, Kraljevsko-srpska državna štamparija, 1888, 87 pp. (Glas, Srpska Kraljevska Akademija, vol. 10)
- Manastir Banjska : zadužbina Kralja Milutina u srpskoj istoriji, Beograd, Državna štamparija Kraljevine Srbije, 1892, 55 pp. (Glas, Srpska Kraljevska Akademija, vol. 32)
- S Morave na Vardar : 1886, Beograd, Kraljevska srpska državna štamparija, 1892, 76 pp.
- Srpska gramatika, 1. celokupno izd., Beograd, izdanje i štampa Državne štamparije, 1894, XXII+512 pp.
- Stara srpska vojska : istorijske skice iz dela "Narod i zemlja u staroj srpskoj državi", Beograd, Kraljevsko-srpska državna štamparija, 1893, 207 pp.
- Strumska oblast u XIV veku i car Stefan Dušan, Beograd, Kralj.-srp. državna štamparija,

1893, 49 pp. (Glas, Srpska kraljevska akademija, vol. 36)
- Zakonik Stefana Dušana cara srpskog : 1349 i 1354, Beograd, Državna štamparija, 1898, CLIII+ 312 pp. (Izdanje Zadužbine Ilije M. Kolarca ; vol. 91)
- Srpska knjiga : njeni prodavci i čitaoci u XIX veku, Beograd : Državna štamparija Kraljevine Srbije, 1900, IV+118 pp.
- Ustanak na dahije 1804 : ocena izvora, karakter ustanka, vojevanje 1804 : s kartom Beogradskog pašaluka, Beograd, Zadužbina Ilije M. Kolarca, 1904, VIII+208 pp.(Izdanje Zadužbine Ilije M. Kolarca; vol. 103)
- Vaskrs države srpske : političko-istorijska studija o prvom srpskom ustanku 1804-1813, 2. popunjeno i popravljeno izd. Beograd, Srpska književna zadruga, 1904, 252 pp.
- Dva dana u Skoplju : 14-15-16 jul 1905, Beograd, Državna štamparija Kraljevine Srbije, 1905, 58 pp.
- Tursko carstvo pred Srpski ustanak : 1780-1804, Beograd: Srpska književna zadruga, 1906, VIII, 429 pp.
- Balkanska pitanja i manje istorijsko-političke beleške o Balkanskom poluostrvu : 1886-1905, Beograd, Izdanje Zadužbine I. M. Kolarca, 1906, VIII+ 559 pp.
- Katolička crkva u Srbiji : Pisma vladike J. J.Štrosmajera iz 1881-1885, Beograd, "Dositej Obradović" – Štamparija Ace M. Stanojevića, 1907, 55 pp.
- Ustavno pitanje i zakoni Karađorđeva vremena : studija o postanju i razviću vrhovne i središnje vlasti u Srbiji 1805.-1811. Stojana Novakovića, Beograd, Nova štamparija "Davidović", 1907 IV+131 pp.
- Jovan Sterijin Popović : 1806-1856 :književno-istorijska studija Stojana Novakovića, Beograd, Državna štamparija Kraljevine Srbije, 1907, 121 pp.
- Matije Vlastara Sintagmat : azbučni zbornik vizantijskih crkvenih i državnih zakona i pravila : slovenski prevod vremena Dušanova, Beograd, Državna štamparija Kraljevine Srbije, 1907, LXXXVII+621 pp. (Zbornik za istoriju, jezik i književnost srpskoga naroda. Prvo odeljenje, Spomenici na srpskom jeziku, knj. 4)
- Najnovija balkanska kriza i srpsko pitanje : beleške, razmišljanja, razgovori i politički članci iz 1908-1909, Beograd, Štamparija "Štampa" St. M. Ivković i Komp., 1910, 100 pp.
- Nemanjićske prestonice : Ras - Pauni - Nerodimlja, Beograd, Državna štamparija Kraljevine Srbije, 1911, 54 pp.
- Bibliografija Stojana Novakovića : 1858-1911, Beograd, Državna štamparija Kraljevine Srbije, 1911, 96 pp.
- Zakonski spomenici srpskih država srednjega veka, Knj. 5, Beograd, Srpska kraljevska akademija, 1912 XLII+912 pp. (Posebna izdanja, Srpska Kraljevska Akademija, vol. 37)
- Dvadeset godina ustavne politike u Srbiji : 1883-1903 : istorijsko-memoarske zapiske k tome vremenu i k postanju i praktikovanju Ustava od 1888 i 1901, Beograd, S. B. Cvijanović, 1912, 336 pp.
- Kaludjer i hajduk : pripovetka o poslednjim danima Srbije u XV veku, Beograd, Zadužbina I. M. Kolarca, 1913, 296 pp.
- Selo, Beograd, Srpska književna zadruga, 1965 243 pp. (Introduction and comments, Sima M. Ćirković)
- Prepiska Stojana Novakovića i Valtazara Bogišića (Correspondance entre Stojan Novaković et Valtazar Bogišić), B. M. Nedeljković (ed.), Beograd : Srpska akademija nauka i umetnosti, 1968, IX + 264 pp.(Zbornik za istoriju, jezik i književnost srpskog naroda, Odeljenje 1, vol. 28)
- Istorija i tradicija : izabrani radovi, Beograd, Srpska književna zadruga, 1982 XX+478 pp. (comments by S.M. Ćirković)
- Stojan Novaković i Vladimir Karić, ed. M. Vojvodić, Beograd : Clio & Arhiv Srbije, 2003, 615 pp.
- Radovi memoarskog karaktera, Beograd, Zavod za udžbenike, 2007, XVI+500 pp. (Izabrana dela Stojana Novakovića; knj.7)
- Izabrana dela Stojana Novakovića (Selected Works of Stojan Novaković), Belgrade: Zavod za udžbenike 2001-2008, 16 vols.( Zemlje i narod u staroj srpskoj državi, Spisi iz istorijske geografije, Srbi i Turci, Tursko carstvo pred srpski ustanak, Vaskrs države srpske, Balkanska pitanja, Nacionalna pitanja i misao, vol I, Nacionalna pitanja i misao vol. II, Autobiografski spisi, Istorija srpske književnosti, Prvi osnovi slovenske književnosti, Stara srpska književnost vol. I, Stara srpska književnost vol. II, Primeri književnosti i jezika starog srpskoslovenskog, O narodnoj tradiciji i narodnoj književnosti, Srpska bibliografija).